# Gina Lollobrigida
Luigina „Gina“ Lollobrigida (4. července 1927 Subiaco – 16. ledna 2023 Řím) byla italská filmová herečka.

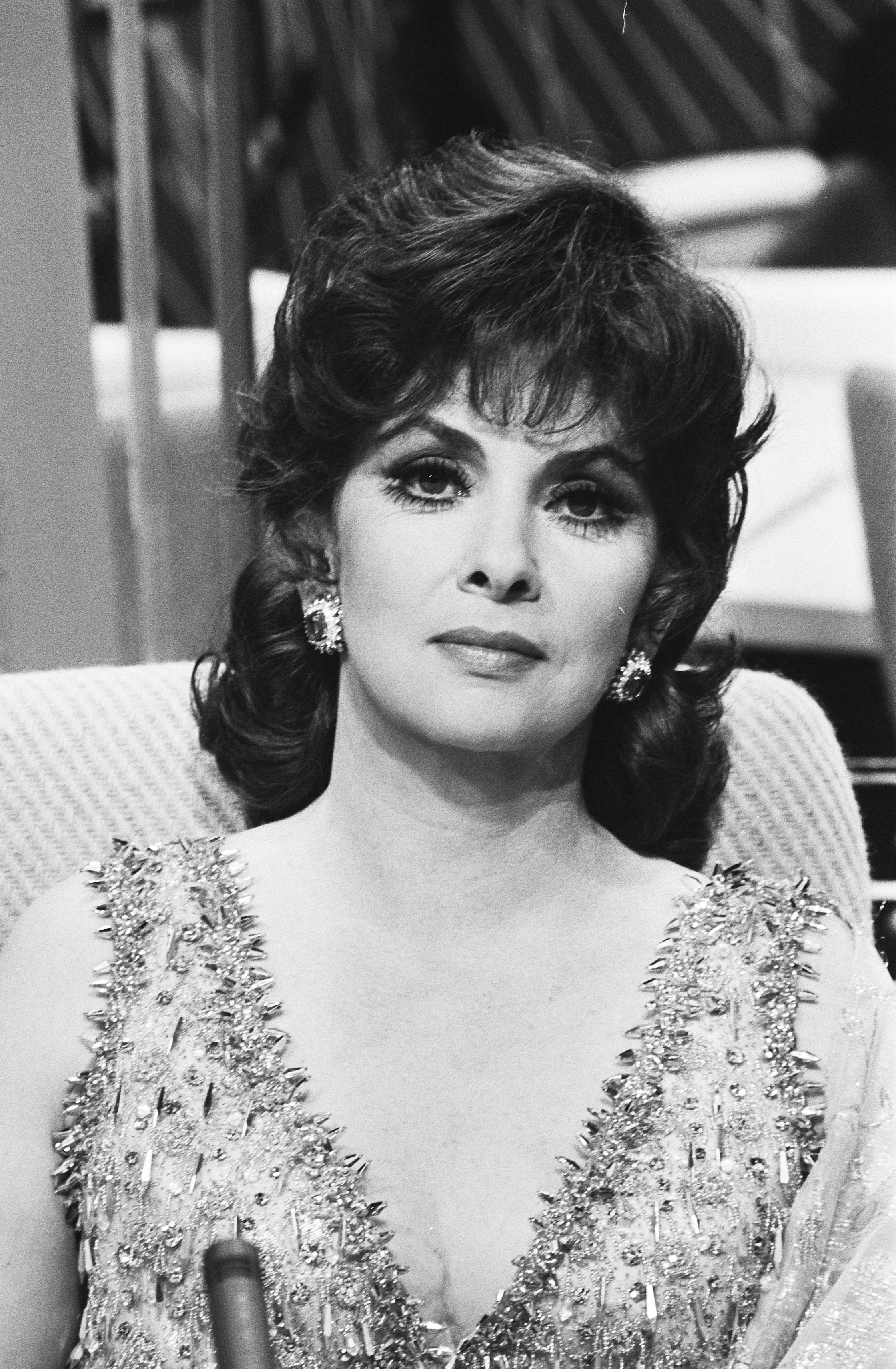
Gina Lollobrigida, 1979

## Život
Narodila se jako druhá ze čtyř dcer výrobce nábytku. Jako mladá žena se brzy začala věnovat modelingu. Ve čtyřicátých letech vyhrála soutěž Miss Roma (Miss Řím) a v roce 1947 skončila třetí na Miss Italia; před ní se umístily Lucia Bosè a Gianna Maria Canale (z obou se později rovněž staly herečky a objevily se ve zhruba padesáti filmech). Ve své době byla Lollobrigida známa jako sexuální symbol evropského filmu; Marilyn Monroe prohlásila: „Říkají o mně, že jsem americká Lollobrigida“.
Byla jednou vdaná, provdala se za slovinského lékaře Milka Skofiče. Jejich manželství trvalo od 15. ledna 1949 do 25. června 1971. Ze vztahu se narodil syn Milko Skofič mladší.

## Herecká kariéra
Celkově vystoupila v sedmdesáti filmech a televizních produkcích. Spolupracovala s italskými režiséry jako byli Alberto Lattuada, Vittorio De Sica, Mario Monicelli, Pietro Germi a Mario Soldati. Ve Spojených státech se stala hollywoodskou hvězdou ve filmech, které režírovali Vincent Sherman, John Huston, Carol Reed, King Vidor, Melvin Frank a Robert Z. Leonard. Jejími partnery ve filmech byli mj. herci Rock Hudson, Tony Curtis, Robert Alda, Burt Lancaster, Yul Brynner, Frank Sinatra, Sean Connery, Anthony Quinn, Errol Flynn, Humphrey Bogart a David Niven.
Od konce šedesátých let se objevovala ve filmech jen sporadicky, působila jako fotografka, sochařka a novinářka. Vydala knihu svých fotoreportáží Italia Mia (1973), pro italský časopis Gente získala v roce 1974 exkluzivní rozhovor s kubánským vůdcem Fidelem Castrem. Pracovala pro kulturní nadaci National Italian American Foundation. V roce 1999 neúspěšně kandidovala do Evropského parlamentu za stranu I Democratici, kterou vedl významný politik Romano Prodi.
V roce 1995 navštívila Mezinárodní filmový festival Karlovy Vary.
V roce 2013 dala do dražby své šperky, výtěžek okolo pěti milionů dolarů věnovala na výzkum kmenových buněk.

## Filmografie
- Lucia di Lammermoor (1946)
- This Wine of Love (1946)
- Return of the Black Eagle (1946)
- When Love Calls (1947)
- Pagliacci (1947)
- Flesh Will Surrender (1947)
- A Man About the House (1947)
- Mad About Opera (1948)
- The Bride Can't Wait (1949)
- The White Line (1949)
- Psí život (1950)
- Miss Italy (1950)
- Children of Chance (1950)
- Alina (1950)
- A Tale of Five Cities(1951)
- The Young Caruso (1951)
- Four Ways Out (1951)
- Love I Haven't... But... But (1951)
- Pozor, banditi! (1951)
- Wife for a Night (1952)
- Times Gone By (1952)
- Fanfán Tulipán (1952)
- Krásky noci (1952)
- The Wayward Wife (1953)
- Chléb, láska a fantasie (1953)
- Nevěrnice (1953)
- Beat the Devil (1953)
- Římanka (1954)
- Chléb, láska a žárlivost (1954)
- A Day in Court (1954)
- Flesh and the Woman (1954)
- Crossed Swords (1954)

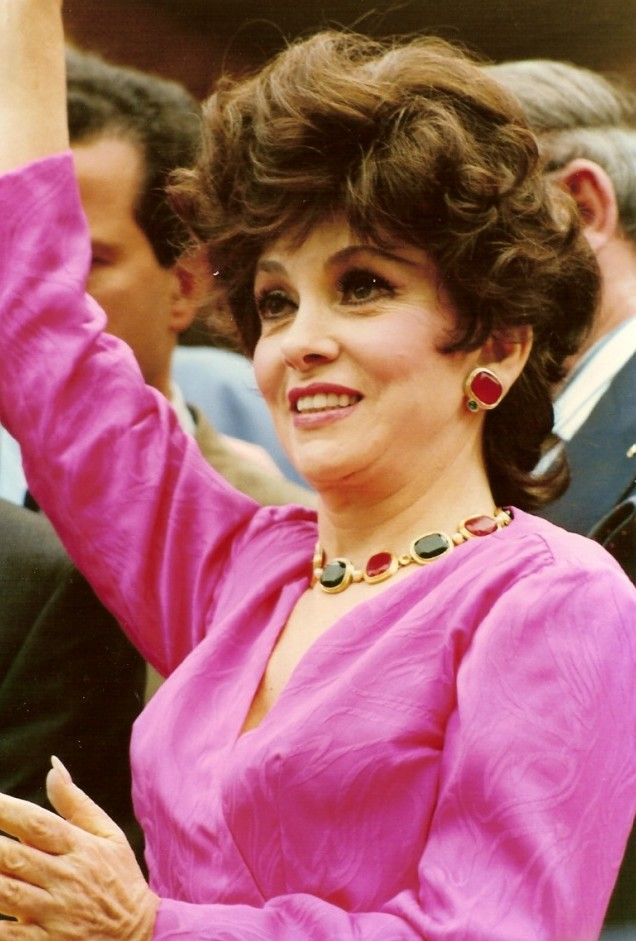
Gina Lollobrigida, 1991

- The World's Most Beautiful Woman (1955)
- Trapéza (1956)
- Zvoník u Matky Boží (1956)
- Anna of Brooklyn (1958)
- The Law (1959)
- Never So Few (1959)
- Šalamoun a královna ze Sáby (1959)
- Go Naked in the World (1961)
- Italské prázdniny (1961)
- Lykke og krone (1962) (dokumentární)
- Ippolitanina krása (1962)
- Císařská Venuše (1963)
- Mad Sea (1963)
- Bezcharakterní žena (1964)
- Já, já, já... a ti druzí (1965)
- The Dolls (1965)
- Podivné manželství (1965)
- Pleasant Nights (1966)
- The Sultans (1966)
- Hotel Paradiso (1966)
- Cervantes (1967)
- Stuntman (1968)
- A Curious Way to Love (1968)
- The Private Navy of Sgt. O'Farrell (1968)
- Dobrý večer, paní Campbellová (1968)
- Nádherný listopad (1969)
- Bad Man's River (1971)
- King, Queen, Knave (1972)
- Panáček ze dřeva (1972)
- Mortal Sin (1973)
- Wandering Stars (1983) (dokumentární)
- Římanka (1988)
- A Hundred and One Nights of Simon Cinema (1995)
- Escape in One Woman (1996)
- XXL (1997)

## Ocenění
- Nastro d'Argento pro nejlepší herečku: 1954, 1963
- David di Donatello pro nejlepší herečku: 1956, 1963, 1969, cena za celoživotní dílo 1996
- Zlatý glóbus 1961 za Italské prázdniny
- Řád umění a literatury 1985
- Řád zásluh o Italskou republiku 1987
- Řád čestné legie 1992